# 석은미
석은미(1976년 12월 25일 ~ )는 대한민국의 탁구 선수였다. 

## 선수 시절
2002년 부산 아시안 게임 여자 복식에서 금메달을 획득하였다.
2004년 그리스 아테네 올림픽에서 이은실과 함께 복식 은메달을 획득하였다.

## 지도자 경력
2024년 아시아선수권에서 대표팀 코치를 맡았다.
2025년 대한민국 여자 탁구 국가대표팀 감독에 선임되었다.